# 长毛猪笼草
长毛猪笼草是婆罗洲东北部的基纳巴卢山和坦布幼昆山特有的热带食虫植物。其原生地海拔可超过3200米，高于大部分婆罗洲猪笼草属植物。长毛猪笼草的唇高度发达且复杂，可使之区别于与近缘的爱德华猪笼草（N. edwardsiana）和大叶猪笼草（N. macrophylla）。
其种加词“villosa”来源于拉丁文，意为“毛茸茸的”，指该物种的毛被。

## 植物学史
1852年，约瑟夫·道尔顿·胡克正式描述了长毛猪笼草。该描述与一幅彩色的插图一起发表于《植物图鉴》（Icones plantarum）中。
1858年，休·洛在与斯宾塞·圣约翰第二次攀登基纳巴卢山时，首次采集到了长毛猪笼草的标本。
1858年，约瑟夫·道尔顿·胡克的父亲威廉·杰克逊·胡克，在一期《柯蒂斯植物学杂志》上，错误的将一张维奇猪笼草（N. veitchii）上位笼的图片标记为长毛猪笼草。
同年，路易斯·范霍特（Ludwig van Houtte）将长毛猪笼草发表于《欧洲温室与花园植物志》（Flore des serres et des jardins de l'Europe）中。
1859年，约瑟夫·道尔顿·胡克在其对猪笼草属的分类处理中，再次对长毛猪笼草进行了描述和绘图，其分布于《伦敦林奈学会会刊》（The Transactions of the Linnean Society）上。其插图和描述还被斯宾塞·圣约翰转载至他1862年出版的专著《远东森林生活》（Life in the Forests of the Far East）中。
在B·H·丹瑟1928年出版的开创性专著《荷属东印度群岛的猪笼草科植物》中爱德华猪笼草被认为是长毛猪笼草的同物异名。为此B·H·丹瑟修改了对长毛猪笼草的描述和判别法。
B·H·丹瑟列出了四份被鉴定为长毛猪笼草的标本。其中包括1892年乔治·达比·哈维兰在基纳巴卢山采集的两份标本。编号为“Haviland 1656/1232”的标本采集于海拔2400米处。其含雄性花序材料，存放于沙捞越博物馆植物标本馆中。编号为“Haviland 1813/1353”的标本采集于马劳伊·帕劳伊高原海拔1650米处；其有可能为爱德华猪笼草。其也存放于沙捞越博物馆植物标本馆中。其不含花序。1892年3月至4月间，乔治·达比·哈维兰与兄弟H·A·哈维兰（H. A. Haviland）一同对基纳巴卢山地区进行了考察。这些标本极可能是在此期间采集的。
1915年约瑟夫·克莱门斯采集了B·H·丹瑟所列的另两份标本。11月13日，标号为“Clemens 10627”的标本采集于帕卡洞至劳氏峰之间。其包含雌性花序材料。11月22日至23日，标号为“Clemens 10871”的标本采集于马劳伊·帕劳伊高原。其不含花序材料。这两份标本都存放于爪哇的茂物植物园中。
自然杂交种基纳巴卢山猪笼草（N. × kinabaluensis）在1992年发表的《莱茨领你到食虫植物世界》（Letts Guide to Carnivorous Plants of the World）中被错误的标记为长毛猪笼草。

## 形态特征

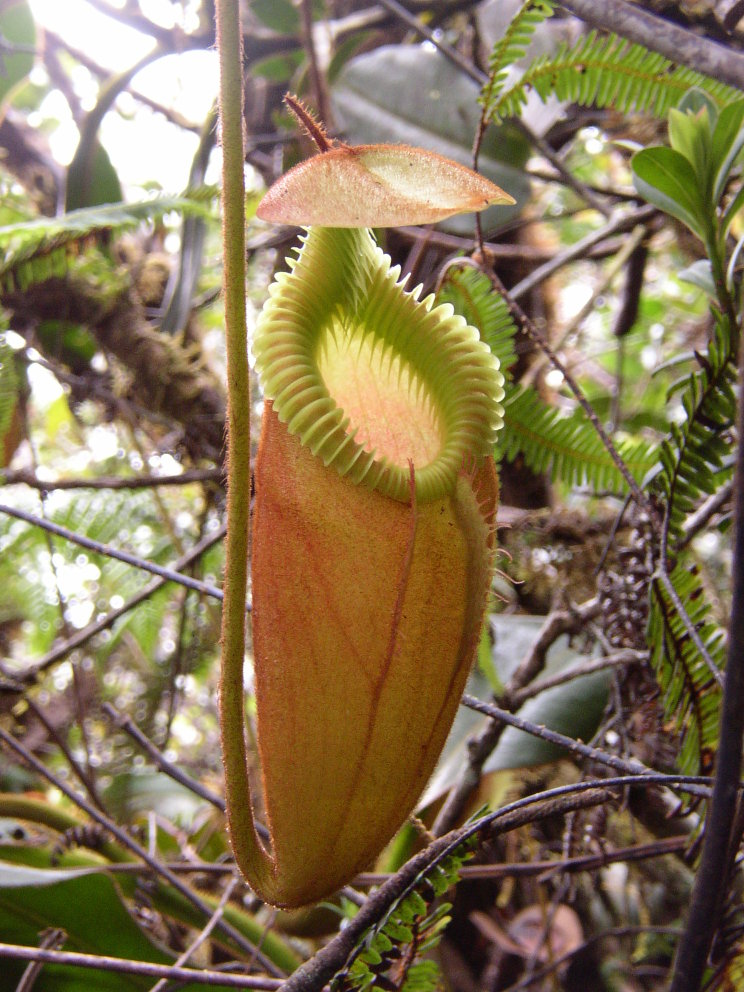
长毛猪笼草的上位笼

长毛猪笼草不善攀爬，高度很少超过60厘米。茎为圆柱形，可长达8米，直径达10毫米。节间距可达10厘米。
长毛猪笼草的叶片革质，具柄，呈匙形至长圆形，可长达25厘米，宽至6厘米。叶尖微缺。叶柄槽状，可长达10厘米，抱茎。中脉两侧各有1至3条纵脉。笼蔓长约50厘米。
长毛猪笼草的下位笼和上位笼很相似，呈瓮形至卵形。捕虫笼可高达25厘米，宽至9厘米。腹面的笼翼可宽达15毫米，但上位笼的笼翼较不明显。笼口倾斜，基部拉长为唇颈。捕虫笼内表面的蜜腺为覆盖型，密度为每平方厘米200至1300个。唇呈圆柱形，宽约20毫米。唇齿和唇肋发达。笼盖为心形，末端尖状。存在一对明显的侧脉。笼盖基部后方的笼蔓尾不分叉，可长达20毫米。
长毛猪笼草的花序为总状花序。总花梗可长达40厘米，花序轴可达20厘米。花梗为丝状，可长达15毫米。萼片为圆形至椭圆形，可长达4毫米。一项对来自同一副标本（J.H.Adam 1124，采集于海拔1800至3400米的地区）花粉大小的研究显示，其490粒花粉的平均直径为37.2微米（标准误为.2，变异系数为6.7%）。

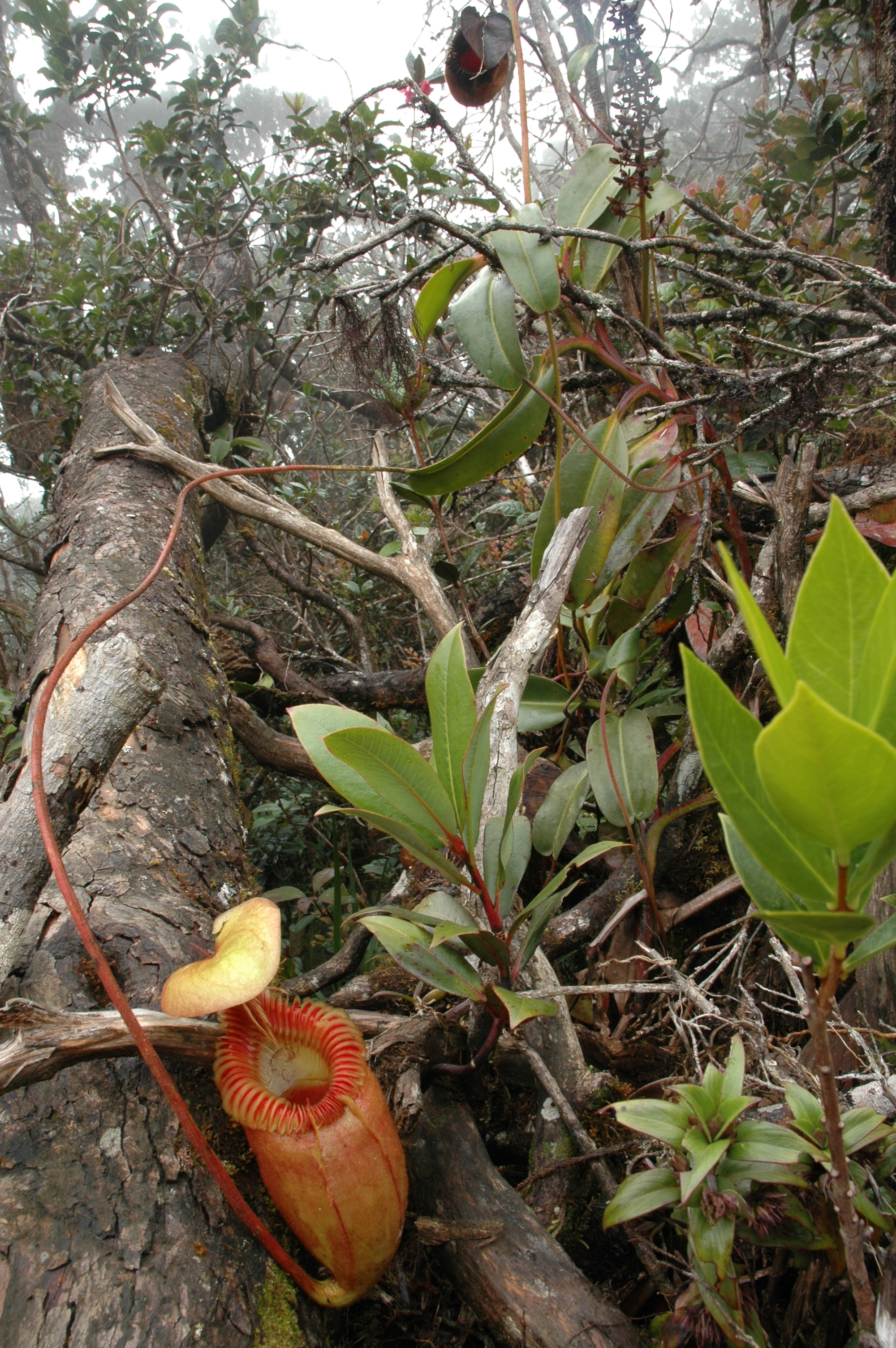
长毛猪笼草攀援茎上的捕虫笼

长毛猪笼草整个植株覆盖着密集的棕色长毛。

## 生态关系
长毛猪笼草是婆罗洲沙巴基纳巴卢山顶部山坡和坦布幼昆山附近的特有的热带食虫植物。其生长于海拔2300米至3240米处，是所有婆罗洲猪笼草中分布海拔最高的物种；仅产于新几内亚的蓝姆猪笼草（N. lamii）可位于该海拔高度。在基纳巴卢山，长毛猪笼草分布于马西劳步道及去往拉班拉塔休息屋（Laban Rata）附近；在海拔3047米处发现了一处特别巨大的分布地。在坦布幼昆山，长毛猪笼草更常出现于海拔1600米至1900米处，而其山顶则分布着马来王猪笼草。坦布幼昆山的顶部山坡暴露，白天非常的炎热，这也许就是长毛猪笼草未出现于此的原因。分布于坦布幼昆山的种群的捕虫笼更为细长。
长毛猪笼草通常生长于苔藓森林和亚高山林中以陆均松属（Dacrydium gibbsiae）和薄子木属（Leptospermum recurvum） 为主的植被中。其也被发现生长于开阔地的灌木、草丛及石块中。虽然山坡常笼罩在云雾中，空气相对湿度通常接近100%，开阔地的土壤仍可能较为干燥。长毛猪笼草与其他产于基纳巴卢山地区的猪笼草一样生长于超基性土壤中。
长毛猪笼草已被列入《2006年世界自然保护联盟濒危物种红色名录》中，保护状况为易危。虽然许多植株都生长于基纳巴卢山顶峰步道附近，登山者很容易就能触及，但长毛猪笼草全部分布于基纳巴卢山国家公园内，私自采集属非法。1997年，查尔斯·克拉克基于此认为应将长毛猪笼草的保护状况修订为依赖保育。查尔斯·克拉克写道长毛猪笼草“有一个安全的未来”，但他补充道，登山者已对顶峰步道附近的种群产生显著的影响，其数量已下降。2002年的考察发现，在基纳巴卢山海拔2610米至2970米的地区，共有1180棵长毛猪笼草分布于11个地点，每个地点约为0.1公顷。记录到的每个地区约94%的猪笼草都为长毛猪笼草，其余为基纳巴卢山猪笼草。

## 相关物种
长毛猪笼草与爱德华猪笼草和大叶猪笼草之间存在着密切的近缘关系。这三者之间的分类关系一直存在争议。
约瑟夫·道尔顿·胡克在描述爱德华猪笼草和长毛猪笼草时也注意到了这两个物种之间的相似性：
|  | 这种特别的植物（长毛猪笼草）在许多方面与爱德华猪笼草都很相似，特别是在体型、形状和唇肋方面。我倾向怀疑其不是该物种的幼年植株。 |

君特·贝克·冯·曼那哥塔-勒驰奈在1895年发表的专著《猪笼草属》中第一次将爱德华猪笼草视为长毛猪笼草的同物异名。
1908年，约翰·缪尔黑德·麦克法兰在他的专著《猪笼草科》中写道“显微检测证明，这是两个不同的物种”。这可能是“基于当时的旧观点，解剖学上的不同，不可能是由于同一物种的变型造成的”。
B·H·丹瑟在1928年的专著《荷属东印度群岛的猪笼草科植物》中，“有些犹豫的”将爱德华猪笼草与长毛猪笼草合并为一个物种。他认为长毛猪笼草是高海拔地区爱德华猪笼草的矮小变型，其花序在“发育的幼年阶段”就已出现。B·H·丹瑟也承认长毛猪笼草的毛被要比爱德华猪笼草更密集，但指出其“只是程度上的差异”。
爱德华猪笼草和长毛猪笼草分布于不同的海拔地区。长毛猪笼草通常分布于海拔2300米至3240米的超基性地区，而爱德华猪笼草分布于海拔1500米至2700米处。
1987年，约翰内斯·马拉维尼（Johannes Marabini）将大叶猪笼草最初描述为爱德华猪笼草的一个变种。马修·杰布和马丁·奇克之后又将其提升为物种。该观点得到了查尔斯·克拉克的支持，并指出爱德华猪笼草和长毛猪笼草之间“存在更多的共同点”。而实际上，爱德华猪笼草和长毛猪笼草仅存在于基纳巴卢山地区，而大叶猪笼草仅存在于特鲁斯马迪山的山顶附近。
马修·杰布和马丁·奇克认为长毛猪笼草与特产自菲律宾巴拉望岛的惊奇猪笼草（N. mira）之间存在着近缘关系。长毛猪笼草也与产自棉兰老岛的盾叶猪笼草（N. peltata）近缘。

## 自然杂交种
已发现了两种关于长毛猪笼草的自然杂交种。

### 爱德华猪笼草与长毛猪笼草的自然杂交种
哈里猪笼草为爱德华猪笼草与长毛猪笼草的自然杂交种。其亲本之间存在着密切的近缘关系。其为亲本的中间型，可能很难与之区分。
1882年，弗雷德里克·威廉·伯比奇原将其描述为一个物种。
1908年，约翰·缪尔黑德·麦克法兰在他的专著中首次认识到其起源于杂交种，描述依此进行了描述。B·H·丹瑟也认为哈里猪笼草可能是一个自然杂交种，或是长毛猪笼草或爱德华猪笼草的一个变型。
哈里猪笼草捕虫笼的形态特征与长毛猪笼草不同。哈里猪笼草的捕虫笼与长毛猪笼草相比更接近圆柱形。而与爱德华猪笼草相比，其毛被更密集。哈里猪笼草的笼肩位于捕虫笼的中部，而长毛猪笼草的笼肩位于唇下，爱德华猪笼草的笼肩位于捕虫笼的下四分之一处。不过，产自坦布幼昆山的长毛猪笼草的笼肩上部会略微拉长，所以很容易与该杂交种相互混淆。　
哈里猪笼草分布于卡鲁比斯河上游（Kolopis River）的山脊和基纳巴卢山顶峰步道附近。因为爱德华猪笼草不存在于顶峰步道附近，所以一般不会与该杂交种混淆。弗雷德里克·威廉·伯比奇写道，爱德华猪笼草、哈里猪笼草及长毛猪笼草“是山地地区特有的”。

### 马来王猪笼草与长毛猪笼草的自然杂交种
基纳巴卢山猪笼草是马来王猪笼草与长毛猪笼草的自然杂交种。1910年，莉莲·苏泽特·吉布斯在基纳巴卢山首次采集到了基纳巴卢山猪笼草的标本。1914年，约翰·缪尔黑德·麦克法兰以“Nepenthes sp.”提及了该类群。虽然约翰·缪尔黑德·麦克法兰没有进行正式该类群，但他指出“所有可用的形态特征表明，其为长毛猪笼草与马来王猪笼草的杂交种”。1976年，仓田重夫将其描述为基纳巴卢山猪笼草。该名称发表于《基纳巴卢山的猪笼草》中，但因描述不充分且缺乏模式标本，所以该名称为裸名。1984年，仓田重夫及1998年，J·H·亚当与C·C·威尔科克都再次发表了该名称。
基纳巴卢山猪笼草捕虫笼的体型可非常巨大，但仍不及马来王猪笼草和阿里猪笼草（N. × alisaputrana）。基纳巴卢山猪笼草只分布于基纳巴卢山和坦布幼昆山附近，其亲本在此同域分布。具体来说，一处位于帕卡洞（Paka Cave）附近，另几处位于卡鲁比斯河上游西岸的山脊上。唯一一个容易到达的分布地位于基纳巴卢山顶峰步道，拉央-拉央至直升机停机坪之间，海拔约2900米，植被主要由陆均松属及薄子木属植物组成。基纳巴卢山猪笼草通常分布于海拔2420米至3030米处。原生地为苔藓森林的开阔区域。
基纳巴卢山猪笼草表现为亲本的中间型。其唇肋及唇齿较马来王猪笼草发达，而较长毛猪笼草短小。唇边缘扩展。笼盖为圆形或肾形，几乎扁平。一般来说，基纳巴卢山猪笼草的捕虫笼大于长毛猪笼草，笼蔓从距叶尖1至2厘米的下表面穿出，其为马来王猪笼草的特征。较成年植株的笼蔓几乎木质。基纳巴卢山猪笼草的捕虫笼和叶片边缘具毛被，其综合了亲本毛被的特点。下位笼具一对笼翼，而上位笼通常缺失。捕虫笼的颜色可为黄色至红色。基纳巴卢山猪笼草比其亲本都更容易出现上位笼。基纳巴卢山猪笼草很容易与婆罗洲的其他猪笼草区分开来。但它也曾在《莱茨领你到食虫植物世界》中被错误的标记为马来王猪笼草。

## 扩展阅读
- 食虫植物照片搜寻引擎中长毛猪笼草的照片 （页面存档备份，存于）

 维基共享资源上的相關多媒體資源：长毛猪笼草
 維基物種上的相關：长毛猪笼草